# Az Év Ökoturisztikai Létesítménye díj
Az Év Ökoturisztikai Létesítménye díjat pályázati úton lehet elnyerni. A 2010 óta minden évben meghirdetésre kerülő pályázatot a mindenkori környezetügyért felelős, illetve a turizmusért felelős minisztérium írja ki. A pályázat célja, hogy megmérettesse az ökoturisztikai létesítményeket kínálatuk látogató- és családbarát jellege alapján. A pályázat látogatóközpont és tanösvény kategóriában versenyezteti az ökoturisztikai létesítményeket.

## Pályázati feltételek
A cím elnyerésére ökoturisztikai létesítmények üzemeltetői pályázhatnak.
A pályázati kiírás szerint látogatóbarátnak tekinthető az az ökoturisztikai létesítmény, amelynél az elsődleges cél, a természeti és táji örökség megőrzése és élményszerű bemutatása mellett, a látogatók igényeit is figyelembe veszi, tervezése és működtetése pedig a kereslet ismeretében zajlik. 
Ezek a létesítmények infrastruktúrájukat tekintve, felszereltségben és a szolgáltatásokban is a látogatók alapvető elvárásainak megfelelően lettek kialakítva, a természeti örökség bemutatása élményszerűen történik. Mindez a látogatói megelégedettséget szolgálja, ami a látogatás eredményességéhez, a látottak befogadásához is hozzájárul.
A családbarát jelleg megteremtésénél a gyerekeknek szóló bemutatás, valamint a többgenerációs, kisgyermekes családok számára is kényelmes ott tartózkodást nyújtó helyszín kialakítása volt a fő szempont.
A címet csak olyan létesítmények nyerhetik el, akik megfelelnek az ökoturizmus alapelveinek: a bemutatás alapvetően a természeti vonzerőkön alapul, a természeti-kulturális erőforrások fenntartható használata jellemzi, autentikus élményeket nyújt, oktató és szemléletformáló szerepe van, bővíti a helyi termékek és szolgáltatások iránti keresletet, hasznot hoz a helyi közösség számára, ugyanakkor bevételei egy része a turisztikai vonzerőt jelentő természeti örökség megőrzését szolgálja.

## A pályázási folyamat
A beérkező pályázatokat a lebonyolításban közreműködő szervezetek delegáltjaiból álló szakmai munkacsoport bírálja el. Az előzetes értékelés során a bírálóbizottság vizsgálja, hogy a létesítmények mennyire felelnek meg az ökoturizmus alapelveinek. Pontozzák többek között a természeti és kulturális erőforrások fenntartható használatát, a résztvevők számára nyújtott autentikus élményeket, a terület értékeinek alapos és élményszerű megismertetését, illetve a létesítmény tudatosan oktató és szemléletformáló szerepét is. A második fordulóba jutott pályázatokat helyszínbejárás során értékelik, látogató- és családbarát jellegük figyelembevétele alapján.
A díj pénzjutalommal nem jár, de a címet elnyert létesítményeket a pályázat lebonyolításában közreműködő szervezetek kommunikációs tevékenységük során kiemelten kezelik.

## Az Év Ökoturisztikai Létesítménye pályázat díjazottjai
2010
Látogatóközpont:
1. hely: Bechtold István természetvédelmi látogatóközpont, Kőszeg (Őrségi Nemzeti Park Igazgatóság)
2. hely: Dráva Kapu Bemutatóközpont, Barcs-Drávaszentes (Duna–Dráva Nemzeti Park Igazgatóság)
Megosztott 3. hely: Kápolnapusztai Bivalyrezervátum (Balaton-felvidéki Nemzeti Park Igazgatóság)
Megosztott 3. hely: Felső-Kiskunsági Öko-Kiállítóhely (Rendek Ökogazdaság és Tanyamúzeum), Kerekegyháza
Tanösvény:
1. hely: Katalinpusztai tanösvények, Vác-Katalinpuszta (Ipoly Erdő Zrt.)
2. hely: Sas-hegyi tanösvény, Budapest (Duna–Ipoly Nemzeti Park Igazgatóság)
3. hely: Tiszavirág ártéri sétaút és tanösvény, Tiszafüred-Tiszaörvény (Szabics Bt.)
2011
Látogatóközpont:
1. hely: Levendula Ház Látogatóközpont, Tihany (Balaton-felvidéki Nemzeti Park Igazgatóság)
2. hely: Szemlő-hegyi-barlang fogadóépülete, Budapest (Duna–Ipoly Nemzeti Park Igazgatóság)
3. hely: Lengyel-Annafürdői Turisztikai és Természetismereti Központ (Gyulaj Zrt.)
Tanösvény:
1. hely: Tiszavirág ártéri sétaút és tanösvény, Tiszafüred-Tiszaörvény (Szabics Bt.)
2. hely: Sisa Pista nyomában – Bernecebaráti tanösvény (Ipoly Erdő Zrt.)
3. Saághy István tanösvény, Szombathely (Szombathelyi Erdészeti Zrt.)
2012
Látogatóközpont:
Megosztott 1. hely: Pannon Csillagda, Bakonybél (Balaton-felvidéki Nemzeti Park Igazgatóság)
Megosztott 1. hely: Katalinpusztai Kirándulóközpont és Erdei Iskola, Vác-Katalinpuszta (Ipoly Erdő Zrt.)
3. hely: Sas-hegyi Látogatóközpont, Budapest (Duna–Ipoly Nemzeti Park Igazgatóság)
Tanösvény:
1. hely: Nyírjesi Füvészkert és Vadaspark, Balassagyarmat (Ipoly Erdő Zrt.)
2. hely: Élő erdő tanösvény, Kőszeg (Írottkő Natúrpark Egyesület)
2013
Látogatóközpont:
1. hely: Ligneum Látogatóközpont, Sopron (Nyugat-magyarországi Egyetem)
2. hely: Fehér Gólya Múzeum, Kölked (Duna–Dráva Nemzeti Park Igazgatóság)
3. hely: Kemenes Vulkánpark Látogatóközpont, Celldömölk (Kemenes Vulkánpark)
Tanösvény:
1. hely: Pele-körút tanösvény, Csopak (Balaton-felvidéki Nemzeti Park Igazgatóság)
2. hely: Lischka Lipót tanösvény, Békéscsaba (Körösök Völgye Natúrpark Egyesület)
3. hely: Rezgőnyár tanösvény, Őriszentpéter (Őrségi Nemzeti Park Igazgatóság)
2014
Látogatóközpont:
1. hely: FUTURA Interaktív Természettudományi Élményközpont, Mosonmagyaróvár (Flesch Károly Nonprofit Kft.)
2. hely: Királyréti Látogatóközpont, Szokolya-Királyrét (Duna–Ipoly Nemzeti Park Igazgatóság)
3. hely: Tisza-tavi Ökocentrum, Poroszló (Tisza-tavi Ökocentrum Nonprofit Kft.)
Tanösvény:
Megosztott 1. hely: Élet a kaszálógyümölcsösben tanösvény, Szalafő-Pityerszer (Őrségi Nemzeti Park Igazgatóság)
Megosztott 1. hely: Molnárka tanösvény, Gemenc (Gemenc Zrt.)
3. hely: Dr. Marián Miklós sétány, Kaszó, Baláta-tó (KASZÓ Zrt.)
2014 – Különdíjasok:
Látogatóközpont
Katica Tanya, Patca (BPR Consult Kft.)
Tanösvény:
Jeli Varázskert tanösvény, Kám, Jeli arborétum (Szombathelyi Erdészeti Zrt.)
Királyréti tanösvény (Duna–Ipoly Nemzeti Park Igazgatóság)
2015
Látogatóközpont:
1. hely: Ős-Dráva Látogatóközpont, Szaporca (Duna–Dráva Nemzeti Park Igazgatóság)
2. hely: Fekete István Látogatóközpont, Kaposvár (Rippl-Rónai Múzeum)
3. hely: Természet Háza Látogatóközpont, Gyenesdiás (Bakonyerdő Zrt.)
Tanösvény:
1. hely: Csiga-túra tanösvény, Zalakaros (Zalaerdő Zrt.)
2. hely: Erzsébet-ligeti tanösvény, lombkorona-sétány és kilátó, Gyomaendrőd (Gyomaendrődi Liget Fürdő Kft.)
3. hely: Örvényi Pákász tanösvény, Tiszafüred-Tiszaörvény (Szabics Bt.)
2015 – Különdíj:
Látogatóközpont:
	Zselici Csillagpark, Zselickisfalud (SEFAG Zrt.)
2016
Látogatóközpont:
Megosztott 1. hely: Tapolcai-tavasbarlang Látogatóközpont (Balaton-felvidéki Nemzeti Park Igazgatóság)
Megosztott 1. hely: Pörbölyi Ökoturisztikai Központ (Gemenc Zrt.)
3. hely Budakeszi Vadaspark (Budakeszi Vadaspark Nonprofit Kft.)
Tanösvény:
1. hely: Kincskereső játékösvény – Aggtelek (Aggteleki Nemzeti Park Igazgatóság)
2. hely: Égerösvény – Termáltó és Ökopart tanösvény – Zalakaros (Zalakaros Város Önkormányzata)
3. hely: Tamási-Miklósvári tanösvény – Tamási (Gyulaj Zrt.)
2016 – Különdíj:
Különdíj a leginnovatívabb megoldásokat kivitelező vállalkozásnak
• Patkós Stúdió (Tápiógyörgye)
2017
Látogatóközpont:
I. helyezett: Károly-magaslati Ökoturisztikai Látogatóközpont, Sopron
Tanösvény:
I. helyezett: Folly arborétum, Badacsonyörs
Különdíj: 
Térségi szempontból kiemelkedő jelentőségű létesítmény: Medvehagyma Ház Ökoturisztikai Látogatóközpont, Orfű